# 999 (musikgrupp)
999 är ett brittiskt punkband som bildades i London 1976.

## Bandmedlemmar
Nuvarande medlemmar
- Arturo Bassick – basgitar (1993–)
- Nick Cash – sång, gitarr (1977–1982, 1983– 1987, 1993–)
- Guy Days – sång, gitarr (1977–1982, 1983–1987, 1993–)
- Pablo LaBritain – trummor (1977–1979, 1980–1982, 1983–1987, 1993–)

Tidigare medlemmar
- Jon Watson – basgitarr (1977–1982, 1983–1986)
- Danny Palmer – basgitarr (1986–1987)
- Ed Case – trummor (1979)

## Diskografi
Studioalbum
- 1978 – 999  (med sången "I'm Alive")
- 1978 – Separates
- 1979 – High Energy Plan
- 1980 – The Biggest Prize in Sport
- 1981 – Concrete
- 1983 – 13th Floor Madness
- 1985 – Face to Face
- 1993 – You Us It!
- 1998 – Takeover
- 1999 – Dancing In The Wrong Shoes
- 2003 – Outburst
- 2007 – Death In Soho

2020- Bish Bash Bosh
Livealbum
- 1980 – The Biggest Tour In Sport
- 1987 – Lust Power and Money
- 1989 – Live and Loud!!
- 1991 – Live in L.A.: 1991
- 1997 – Live at the Nashville 1979
- 2001 – English Wipeout: Live
- 2007 – Nasty Tales: Live

Samlingsalbum
- 1981 – The 999 Singels Album
- 1984 – Identity Parade
- 1986 – In Case of Emergency
- 1990 – The Cellblock Tapes
- 1996 – The Albion Punk Years
- 1997 – Emergency
- 1997 – Scandal in the City
- 1998 – Homicide The Best Of 999
- 1999 – Slam
- 2001 – Punk Singles Collection
- 2002 – Biggest Tour/Biggest Prize
- 2003 – 999/Separates